# جورج تيودور ميكلسون
جورج تيودور ميكلسون (بالإنجليزية: George Theodore Mickelson)‏ (و. 1903 – 1965 م) هو محام، وقاض، وسياسي من الولايات المتحدة الأمريكية .
وهو عضو في الحزب الجمهوري .